# Chariesthes nigropunctata
Chariesthes nigropunctata là một loài bọ cánh cứng trong họ Cerambycidae.